# TC Televisión
TC Televisión (anteriormente Telecentro, acrónimo de Televisora Central Ecuatoriana, simplemente TC) es un canal de televisión abierta ecuatoriano. Fundado el 9 de julio de 1968 como una productora de televisión para la estación Teletortuga Canal 4 (hoy RTS) por los hermanos Ismael y Carlos Pérez Perasso, y 10 meses después pasó a ser un canal de televisión independiente desde el 30 de mayo de 1969 a través de la concesión del canal 10.
Es la tercera red de televisión comercial más antigua del Ecuador, después de RTS y Ecuavisa, respectivamente.
Por mucho tiempo fue propiedad del poder económico Grupo Isaías. Fue parte de Medios Públicos EP por casi década y media, tras una orden de incautación en el gobierno de Rafael Correa. Actualmente, debido a que en el año 2022 hubo un fallo judicial que ejecutó un dictamen de la Corte Internacional de Justicia, se le devolvió gran parte de las propiedades incautadas a los hermanos Isaías, incluyendo este medio de comunicación. La restitución se ejecutorió en el 2024, pero posterior a ella, los dueños pueden venderla a su voluntad propia. Sin embargo, la Corte Constitucional de Ecuador anuló esta sentencia a finales de 2024.
Es operado por Cadena Ecuatoriana de Televisión C.A Canal 10 C.E.T.V

## Historia
La emisora surgió en 1968, cuando los hermanos Ismael y Carlos Pérez Perasso, empresarios y dueños del diario El Universo, incursionaron por primera vez en la televisión ecuatoriana. Ambos se crearon una productora llamada Producciones Hermanos Pérez Perasso Televisión, que tenía sede dentro de las instalaciones de la prensa en Guayaquil. Al poco tiempo, solicitó un acuerdo de asociación con el canal Telecuador para realizar programas propios para este canal, debido a la decadencia de una producción propia, solo manejaba los programas informativos y algunos programas variados de poca duración. Los hermanos Pérez Perraso produjo diferentes producciones para el canal Telecuador, pero producto del cambio de administración de la estación, a manos del empresario y publicista Presley Norton, se deshizo el contrato debido a la instaurada dictadura del presidente José María Velasco Ibarra, debido a que el estado embargó los activos del dicho canal. Sin embargo, la empresa se mantuvo a flote financiero gracias a las inversiones del empresario y futuro presidente Assad Bucaram desde su exilio en Panamá.
En 1970, debido a la dictadura instaurada por José María Velasco Ibarra, el Estado expropió los medios de información y los estudios del canal en Guayaquil fueron ocupados por el Ejército, y varios noticieros emitieron información censurada.
El golpe militar del 15 de febrero de 1972 en Quito hizo que Velasco Ibarra se trasladase a Guayaquil para denunciar la insurrección desde los estudios de Telecentro y buscar el apoyo de los bandos bucaramistas y cefepistas. Tras fracasar, él y Assad Bucaram fueron arrestados y expulsados del país, deportados a Panamá.
El 15 de septiembre de 1993, Telecentro pasó a llamarse TC Televisión, cambiando su imagen y nombre y ofreciendo una renovada programación. Durante 1994 y 1995, empezó una campaña total con Sucuchucupau y luego el RacachacaplúmTC, desde ese momento con un nuevo logo, nuevo jingle, nuevos programas. Caracterizados por ser un canal joven, alegre, dinámico y divertido.
En 1995, TC Televisión inició la construcción de su nuevo edificio. En 1997, la empresa amplió sus instalaciones, para alojar el funcionamiento de otros medios de comunicación como Gamavisión, el desaparecido Cablevisión y los desaparecidos CNPlus y Cable Deportes. TC continuó brindando producciones nacionales como series y programas en vivo: A todo dar, Cosas de casa, Mariaca en su salsa, Ni en vivo ni en directo, Emergencia, etc.
Algunos de los actores que pasaron por la cadena fueron Pedro Ortiz Díaz, Luzmila Nicolalde, Rashid Tanús, Polo Baquerizo, Oswaldo Valencia, Juvenal Ortiz Díaz, Vanessa Ortiz, Manuel Kun Ramírez, Lucho Gálvez, Dalemberg Ballesteros, Silvia Mackliff, Byron López, Patricia Sánchez, David Arosemena, Verónica Huerta de Baquerizo, Antonio Hanna Musse, Margarita Roca, Miguel Bustamante, Francisco Cabanilla, Lorena Uscocovich, Ana Buljubasich, Marco Vinicio Bedoya, Sonia Villar, Frank Palomeque, Gabriela Pazmiño, David Reinoso, Galo Recalde, Fernando Villarroel, Flor María Palomeque, Mariela Viteri, Heidi Hunter, Andrés Pellacini, Diego Spotorno, Tábata Gálvez,Johnny Salim, Érika Vélez, Sofía Caiche, Francisco Pinoargotti, entre otros.
En 1999, fue el canal que más apoyó al talento ecuatoriano al cubrir el 60% de su parrilla con producción nacional. En ese mismo año se hizo el lanzamiento de la canción Ponle fe, Ecuador como apoyo al pueblo ecuatoriano ante la crisis nacional que se vivió en esos años.
En 2001, TC Televisión realizó el lanzamiento de la campaña Sucuchucupau. Se retomó el antiguo jingle y se realizaron ciertas modificaciones. En 2002, TC Televisión lanzó una nueva campaña institucional PonTC. Dos años más tarde, en 2004, TC Televisión lanzó una campaña de unificación nacional bajo el eslogan «Yo nací en este país», apoyada por la canción homónima interpretada por Juan Fernando Velasco y Pamela Cortés. Como símbolo de la campaña, se entregaron pulseras con los colores de la bandera del Ecuador y haciendo referencia a la unidad de los ecuatorianos al acompañar a conmemorar, recordar y celebrar los treinta y cinco años de existencia del canal.
En 2006, TC Televisión inauguró sus remodeladas instalaciones en la ciudad de Quito. TC continuó brindando producciones nacionales como series y programas en vivo: Solteros sin compromiso, Mi recinto, Joselito, Los Barriga, JSI Jonathan Sangrera, El precio de la fama, Fama o drama, En busca de la verdad, Entretenidas, etc.
El 8 de julio de 2008, la Agencia de Garantía de Depósitos (AGD) ordenó la incautación de todas las empresas del grupo económico Isaías, entre ellas esta televisora. Según la AGD los propietarios del grupo Isaías poseían una deuda generada al recibir dinero del Estado durante la crisis financiera de 1998 y 1999, cuando estos eran accionistas de Filanbanco. La televisora continuó transmitiendo hasta resolver su situación jurídica, como consecuencia, TC Televisión pasó a manos de Sistema Ecuatoriano de Radio y Televisión S.A.

### Década de 2010
TC Televisión lanza su señal en alta definición en modo de prueba el 30 de mayo de 2012 y se convirtió en la quinta cadena nacional en comenzar emisiones en HD, en el canal virtual 10.1 de la TDT en Guayaquil y en Quito. DirecTV poseía los derechos exclusivos para distribuirlo a nivel nacional debido a un acuerdo con la emisora. 
TC HD comienza a emitir de forma oficial el 3 de mayo de 2013 a partir de las 16:00 y se convierte en la segunda estación televisiva en emitir por la televisión digital terrestre en Ecuador. Hasta septiembre de 2017, el canal poseía una limitada biblioteca mediática nativa en HD para emitirla en su señal en alta definición, mientras que la mayor parte de su programación era emitida reescalada desde 480i a 1080i con barras negras en los laterales.
En septiembre de 2015, la cadena firma un acuerdo con el canal venezolano TVes, propiedad del Gobierno bolivariano, para la producción de telenovelas, intercambio de contenidos y talentos de ambas televisoras.
El 23 de marzo de 2016, DirecTV codifica la señal de TC HD para todos los usuarios que sintonizaron el canal desde el satélite de la operadora en vez de sintonizarlo por la TDT, hecho que obligó a varios clientes a contratar el decodificador de la empresa para resintonizar el canal. Algunas semanas más tarde, DirecTV desencripta el canal para usuarios con decodificadores con norma digital ATSC/QAM.

### Década de 2020
El 19 de octubre de 2020, TC Televisión renovó su logo.
El 25 de mayo de 2021, el presentador de noticias, Rafael Cuesta Caputi, es nombrado gerente general de TC, meses después de su regreso, por parte de la junta de accionistas de la Empresa Pública de Comunicación del Ecuador. Durante su administración, el canal ha hecho cambios significativos en el canal.
El 4 de julio del mismo año, el canal ha sido objeto de críticas luego del estreno del programa político La Posta XXX: Periodismo desnudo, donde los panelistas Luis Eduardo Vivanco y Andersson Boscán, hicieran descripciones ofensivas y racistas en contra de Leonidas Iza, presidente de la CONAIE, en uno de sus segmentos. Días después, el gerente del canal y los presentadores ofrecieron disculpas públicas, mientras que el programa fue sacado del aire una vez terminado su segundo y último episodio en la televisión.

### Señal Internacional
En diciembre del mismo año, TC Televisión lanza al aire un nuevo canal ecuatoriano por suscripción, dirigido para los Estados Unidos, España y próximamente en Latinoamérica, nombrado como TC Internacional y su eslogan: «De Ecuador para el mundo». En dicho canal se transmite la misma programación en simultáneo a la señal ecuatoriana como DespierTC, El noticiero, Entre ellas, De casa en casa, Rendón y la Bombón, De boca en boca, Soy el mejor, entre otros. 
Sin embargo, su programación propia y antigua, que fueron producidas, están en retransmisión por la misma empresa televisiva sin importancia alguna, así como El show de Felipe, DC EMPLEOS, Riansex y el popular programa de concursos Haga negocio conmigo, considerados como los programas retro. Además, se retransmiten series de comedia como Los hijos de don Juan, El Gabinete, telenovelas como Kandela, talk shows como Maritere y programas de investigaciones como Archivos de destino, su anfitrión, Jorge Rendón.
Este canal también transmite programas musicales como Master Music y Master Chicha, y un programa turístico: Descubriendo Ecuador. La señal Internacional de TC Televisión solo se encuentra disponible en Ecuador a través de Movistar TV, Xtrim, Zapping y DGO.

## Golpe comando a los estudios de TC
El 9 de enero de 2024, durante la emisión del noticiero del mediodía un grupo de encapuchados, presuntamente Los Tiguerones, ingresaron a las instalaciones del canal, secuestrando a los periodistas, empleados y personal de cámaras en medio de la crisis de seguridad y el estado de excepción decretado por el presidente Daniel Noboa, quien previamente envió a la Policía Nacional del Ecuador y el Ejército del Ecuador para liberar y mantener la seguridad en el país.
Se presume que han aprehendido a 18 integrantes del grupo de secuestradores y faltan pocos para capturar, todos ellos en edades de entre 16 y 25 años.
Todos los secuestrados fueron rescatados sin pérdidas humanas, dos heridos.

## Programación
TC Televisión también ha transmitido varios programas internacionales y gracias a su asociación con el canal Telemundo de Estados Unidos le ha permitido transmitir telenovelas estadounidenses, como Amor sin reserva, ¿Quién es quién?, Perseguidos, etc. También ha transmitido telenovelas venezolanas de la realizadora RCTV Producciones, entre las cuales se encuentran Piel salvaje, Corazón traicionado, Amores del fin del siglo, Ilusiones, Pura sangre, Mariamor, Cambio de piel, Luisa Fernanda, Viva la pepa, Trapos íntimos, Juana la virgen, La cuaima, Por todo lo alto, El desprecio, etc. También ha transmitido telenovelas colombianas, gracias a su alianza con RCN Televisión, entre las cuales están Celia, Diomedes, el cacique de la junta, Dr. Mata, La Playita, Las Santísimas, Todo es prestao, La ley del corazón, etc.

## Logotipos

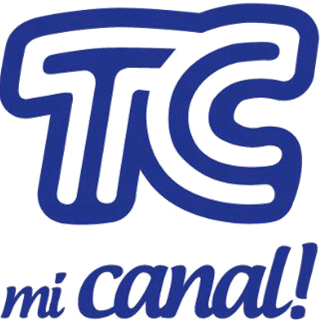
2012-2020
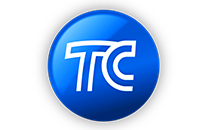
2020-presente

## Locutores
- Emilio García (1982-1990)
- Margarita Roca (1982-1992)
- Douglas Argüello (1987-1991)
- Rafael Erazo (1989-presente)
- Jesús Elizalde (2013-presente)